# チャーリー・ガード
チャーリー・ガード（英: Charlie Gard、2016年8月4日 - 2017年7月28日）は、先天性の難病であるミトコンドリアDNA枯渇症候群を発症したイギリス人男児。グレート・オーモンド・ストリート病院に入院していた。彼の治療方針について、尊厳死を提案した病院側とアメリカ合衆国での実験的治療を望んだ両親側の意見が対立して裁判で争うことになり、チャーリーの尊厳死の是非を巡る問題は世界的な論争の対象となった。裁判では両親が敗訴し続け、2人は最終的には尊厳死を受け入れた。裁判の終了後に彼はホスピスに移され、生命維持装置を外され死亡した。

## 背景

### ミトコンドリアDNA枯渇症候群
ミトコンドリアDNA枯渇症候群とは、核DNAの異常によりミトコンドリアDNAが減少し、ミトコンドリアにおけるエネルギー代謝が阻害されることで機能障害を引き起こす疾患群の総称である。原因は先天性のものと後天性のものがあり、先天性のものは原因遺伝子や症状の違いにより10以上に分類される。一部の分類を除き成人前に死亡する重篤な疾患群であり、ミトコンドリアカクテルなどによる治療法が存在するものの、2015年の段階では疾患を再現したモデル動物が作られ始めたばかりであり、治療法の研究は進んでいない。
チャーリーの場合、原因遺伝子はRRM2B だった。RRM2B に変異のある病型では、おもに脳と筋肉で発症し、生後1か月以内に筋緊張低下を発症し、乳酸アシドーシス（代謝性アシドーシスの一種）の症状として吐き気、嘔吐、深く速い呼吸、成長障害（頭部の大きさの成長停止、運動の遅れまたは退化、難聴）などを示す。また、多くの体組織で発症する。RRM2B 変異は乳児で重篤な脳筋型の症例が16件報告されているが、新生児もしくは乳児と早期に発症、多臓器で症状がみられ、乳児期に死亡する。

### 米国の実験的治療法
両親はコロンビア大学の平野道雄教授の治療法を希望していた。CNNの報道によればヌクレオシド・バイパス療法という経口投与による治療だという。ヌクレオシド・バイパス療法はミトコンドリアのデオキシヌクレオチド (dNTP)を正常な値まで回復させることを目的とした実験的治療法である。
だが、AFPの報道によればこの治療法はヒトを対象に行われた実績がなかった。CNNの報道ではチャーリーよりも軽症の患者数名しか臨床例がないと報じられた。また、オックスフォード大学の上廣応用倫理センターの生命倫理の専門家によると、この治療法はチャーリーと同じ病型の患者の治療に使われた前例はなく、この治療による改善の見込みは低かった。両親はこの治療を受けるための治療費や渡航費を募金で集めるためにウェブサイトを設置し、130万ポンド（1億9000万円）以上の寄付金を集めた。法廷闘争が終了したあと、両親はこの寄付金で難病の児童や家族のための支援基金を設立する意向を示した。

### イギリスの法律
イギリスの法律は、子供の治療方針に関して医師と両親のどちらかの意見を優先するものではない。ただし、輸血のように有効な可能性が高い救命処置を両親が拒否した場合、その希望は却下される。チャーリーのような延命措置の停止に関する事例は比較的希少であり、2017年7月時点では法で定められた基準は存在しない。過去の判例では、2006年の1歳7か月の脊髄性筋萎縮症の男児はほぼ全身が麻痺して自発呼吸もなかったが脳に損傷はなく、治療継続を希望する両親が勝訴した。また、2009年のミトコンドリア病の乳児の判例では、患者が脳の損傷に苦しみ不快感や苦痛を感じているとされ、延命措置を停止することになった。

## 両親と病院の意見対立
チャーリーは生後まもなくミトコンドリアDNA枯渇症候群と診断され、2016年10月から治療が開始された。しかし2017年3月、病院側は脳の損傷がすでに回復不能だと判断し、イギリス高等法院にチャーリーの生命維持装置を取り外す許可を求めた。両親は米国での実験的治療を望んだが、この治療法は実験例もなかったため法院は本人にさらに苦痛を感じさせる可能性があるとして、4月11日に尊厳死を認めるべきだと判決を下した。また、チャーリーの国外輸送を禁止した。
両親は欧州人権裁判所にチャーリーの件を審議させるため、回復不能の損傷が発生する可能性のある危急の場合にのみ認められる暫定措置を申請した。6月13日、欧州人権裁判所は「当事者の利益と適切な訴訟行為」を守るためとして両親の申請した暫定措置を適用し、イギリス政府に対し6月19日まで適切な治療を継続するよう命じた。審議の結果、欧州人権裁判所は6月27日に高等法院の尊厳死を認めるべきという判決を支持した。
7月9日、両親はグレート・オーモンド・ストリート病院に対し、35万人以上の署名を添えて治療継続を求める嘆願書を提出した。
7月10日、高等法院は治療に関する新証拠があるという訴えを受け、審理を再開した。この新証拠の一部は平尾教授が提供したものであり、この治療により臨床的に大幅な改善を示す可能性は11 - 56 %あるとされていた。しかし、7月24日に法廷闘争は終了した。この日の高等法院での意見陳述では、前週に撮影したMRI画像でチャーリーの筋力が回復不能な段階まで低下していることが判明した。この検査は当時ロンドンを訪問していた平尾教授の要請で行われたものだったが、筋肉の消耗は既に手遅れになっていた。両親の弁護士は高等法院の判事に対し、両親が治療を断念したのはチャーリーの最新の脳スキャンの結果が理由だと伝え、チャーリーの「残された時間がなくなった」と語った。また、実験的治療がもっと早期に提案されていれば助かったかもしれないとも述べた。
その後、自宅に連れ帰ることを希望する両親とホスピスを勧める病院が再度対立したが、7月27日、高等法院はチャーリーをホスピスに移すと判決を下した。同日にホスピスへ移送され、翌28日に生命維持装置を外され死亡した。1歳の誕生日を迎える1週間前のことだった。

## 対立に関する意見・影響
2017年7月2日、バチカンはこの論争についての声明を発表し、最後まで子供に付き添い治療を受けさせることを両親に認めるべきだとするフランシスコ法王の見解を公表した。7月4日にはバチカンが運営する小児病院がチャーリーを受け入れると表明した。
7月3日、ドナルド・トランプ大統領もツイッターで支援を申し出た。また、米国では他にも共和党議員2名がチャーリーに永住権を与える法案を提出し、米国での治療手続きを早めようとした。
7月22日、病院の責任者は病院のスタッフが脅迫を受けていると声明を発表し、小児科の医師らに対し殺害予告などが数千件送られていると公表した。無関係な見舞客も嫌がらせなどを受けていたという。
ロイターはツイッターのハッシュタグが約50万回使用されるなど、この問題がソーシャルメディアなどを通じて世界的に注目を集めていたことを報じた。